# Mémorial Philippe Van Coningsloo
Pour les articles homonymes, voir Van Coningsloo.
Le Mémorial Philippe Van Coningsloo est une course cycliste belge disputée entre Wavre (Brabant wallon) et Bonheiden (Province d'Anvers). Créé en 1993, il rend hommage à Philippe Van Coningsloo, coureur amateur mort en course le 14 juin 1992 à Rijmenam. Son parcours part de Wavre, passe par Overijse, Rijmenam (Brabant flamand), et s'achève par un circuit entre Malines et Bonheiden. Il fait partie de l'UCI Europe Tour depuis 2005, en catégorie 1.2. Il est par conséquent ouvert aux équipes continentales professionnelles belges, aux équipes continentales, à des équipes nationales et à des équipes régionales ou de clubs. Les UCI ProTeams (première division) ne peuvent pas participer. 
Le Mémorial Philippe Van Coningsloo figure également au calendrier de la Topcompétition, calendrier de courses belges établi annuellement par la Royale ligue vélocipédique belge et donnant lieu à un classement des coureurs belges de moins de 27 ans et des équipes belges y participant.

## Palmarès

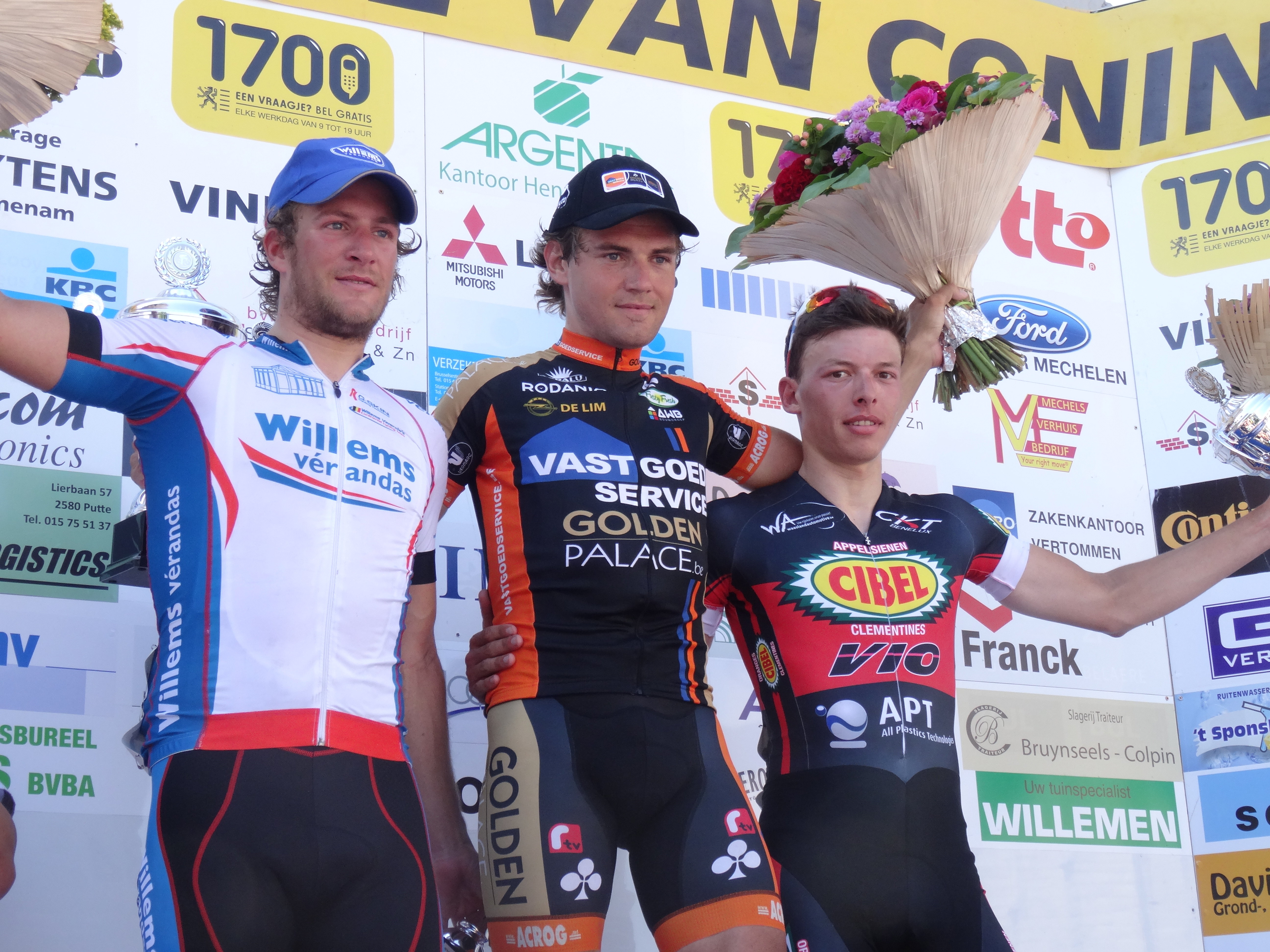
Podium de l'édition 2014 : Nicolas Vereecken (2e), Rob Ruijgh (1er) et Oliver Naesen (3e).

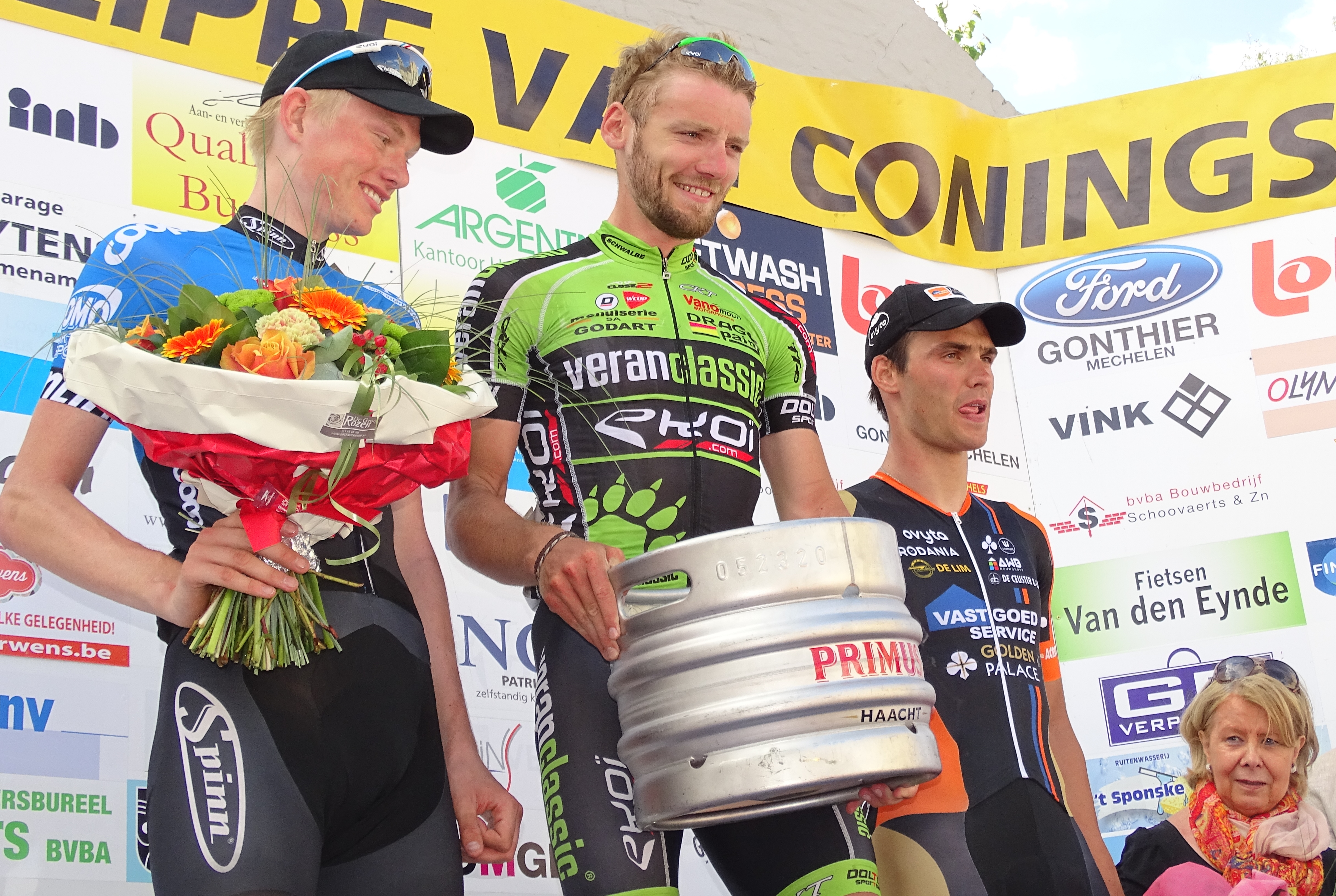
Podium de l'édition 2015 : Fredrik Strand Galta (2e), Robin Stenuit (1er) et Timothy Stevens (3e).

| Année     | Vainqueur            | Deuxième               | Troisième               |
| --------- | -------------------- | ---------------------- | ----------------------- |
| 1993      | Gert Van Brabant     | Walter Van den Branden | Pierre Mortier          |
| 1994      | Koen Heremans        | Peter Willemsens       | Johnny Macharis         |
| 1995      | Pascal Triebel       | Jurgen Van Roosbroeck  | Kristof Trouvé (nl)     |
| 1996      | Roméo Hernandez      | Juris Silovs (en)      | Romāns Vainšteins       |
| 1997      | Geert Verdeyen       | Marc Patry             | Steven Van Aken         |
| 1998      | Gianni Rivera        | Peter Van Hoof         | Dirk Aernouts           |
| 1999      | Raimondas Vilčinskas | Saulius Ruškys         | David Willemsens        |
| 2000      | Gert Claes           | Yoeri Beyens           | Koen Heremans           |
| 2001      | David Meys           | Sébastien Rosseler     | Pieter Uytterhoeven     |
| 2002      | Peter van Agtmaal    | Bart De Spiegelaere    | Kevin Van der Slagmolen |
| 2003      | Frederik Veuchelen   | Pieter Uytterhoeven    | Nico Indekeu            |
| 2004      | Bart Heirewegh       | Davy Daniels           | Maxim Iglinskiy         |
| 2005      | Hans Dekkers         | William Grosdent       | Maxime Vantomme         |
| 2006      | Kevin Maene          | Huub Duyn              | Bjorn Coomans           |
| 2007      | Frederiek Nolf       | Ken Vanmarcke          | Christoff van Heerden   |
| 2008      | Stijn Joseph         | Jonathan Henrion       | Kevin Peeters           |
| 2009      | Gediminas Bagdonas   | Sven Nevens (nl)       | Evert Verbist           |
| 2010      | Dries Hollanders     | Olivier Pardini        | Kévin Van Melsen        |
| 2011      | Andrew Fenn          | Dries Depoorter        | Alphonse Vermote        |
| 2012      | Gediminas Bagdonas   | Benjamin Verraes       | Stan Godrie             |
| 2013      | Michael Vink         | Petr Vakoč             | Nicolas Vereecken       |
| 2014      | Rob Ruijgh           | Nicolas Vereecken      | Oliver Naesen           |
| 2015      | Robin Stenuit        | Fredrik Strand Galta   | Timothy Stevens         |
| 2016      | Timothy Dupont       | Enzo Wouters           | Rob Leemans             |
| 2017      | Yves Coolen          | Stijn De Bock          | Ross Lamb               |
| 2018      | Gustav Höög          | Nathan Draper          | Jacques Sauvagnargues   |
| 2019      | Gerben Thijssen      | Rory Townsend          | Charles Paige           |
| 2020-2021 | annulé               | annulé                 | annulé                  |
| 2022      | Cameron Scott        | Jelle Vermoote         | Matúš Štoček            |
| 2023      | Gianluca Pollefliet  | Jasper Haest           | Cedric Pries            |